# Panama ai Giochi della XIV Olimpiade
Panama partecipò ai Giochi della XIV Olimpiade, svoltisi a Londra, dal 20 luglio al 14 agosto 1948,  
con una delegazione di 1 atleta, Lloyd LaBeach, aggiudicandosi 2 medaglie di bronzo.

## Medagliere

### Per discipline
| Sport            | Oro | Argento | Bronzo | Totale |
| ---------------- | --- | ------- | ------ | ------ |
| Atletica leggera | 0   | 0       | 2      | 2      |
| Totale           | 0   | 0       | 0      | 0      |

### Medaglie
| Medaglia | Atleta        | Sport            | Evento                   |
| -------- | ------------- | ---------------- | ------------------------ |
| Bronzo   | Lloyd LaBeach | Atletica leggera | 100 metri piani maschili |
| Bronzo   | Lloyd LaBeach | Atletica leggera | 200 metri piani maschili |